# KNBB
KNBB („ESPN Radio 97.7“) ist eine US-amerikanische Radiostation, die sich überwiegend mit  Sport beschäftigt. Die Station sendet aus Ruston, Louisiana und versorgt die Monroe Area. Die Station gehört der Red Peach LLC. KNBB sendet auf UKW 97,7 MHz mit 50 kW.